# اليرقة العمودية
عثة ملجأ الأكياس أو اليرقة العمودية، هي عضو في عائلة دوديات الفراش.تم وصف هذا النوع لأول مرة بواسطة جوتليب اوجست في عام 1855. كل من اليرقات والأشكال البالغة لها شعر يسبب تهيج الجلد ( الشرى ). تتميز عثة البالغ بمظهر صوفي ويمكن أن ينمو جناحيها إلى حوالي 5.5   سم عبر. تتغذى اليرقات على الأوراق ليلاً وتستقر في حقيبة حريرية بنية خلال النهار.

## سلوك
خلال النهار، تأوي اليرقات بشكل جماعي في عش حقيبة مصنوع من الحرير، البراز، جلود السقيفة، وغيرها من الحطام. أحيانًا يقع العش في جلسة تصوير في نهاية الفرع، أو في بعض الأحيان مرتفعًا في الجذع. يمكن أن يكون أيضًا على الأرض عند قاعدة مصنع الطعام. تقترح عادات التعشيش المختلفة أنه قد يكون هناك نوعان أو أكثر يتم تضمينهم حاليًا تحت اسم اوجستر .
تتغذى اليرقات في الغالب على أشجار السنط (الماشية) و (خشب الأبقار). إذا قاموا بتشويه شجرة طعامهم بالكامل، فإن اليرقات تهاجر للبحث عن شجرة أخرى، تاركة مسارًا من الحرير. عندما تصادف كأربيل الأنواع مثل هذه الممرات، ستتبعها، خاصة إذا كان هناك رائحة فرمون مرتبطة بها. يمكن أن يكون هناك مائة أو أكثر من اليرقات في موكب من الرأس إلى الذيل، يتم الاحتفاظ بها معًا من خلال الاتصال بشعر ذيل اليرقة في الأمام. إذا انزعجت، فإنها تلتف بشكل دفاعي في مجموعة ضيقة.
إذا قام كل من اليرقات بتحديد مسار الحرير الذي تركه الآخر، فسوف يتبع الزوجان بعضهما البعض، وبالتالي سيتجولان في دائرة. إذا قامت مجموعة كاملة بذلك، فقد ينتهي بها الأمر في كتلة دائرية.
عندما تنضج، تبحث اليرقات عن مكان بعيد في مكان ما عن نباتها الغذائي لتتجرأ ، وتترك مرة أخرى مسار الحرير أثناء المشي. خادرة الشرانق في شرنقة حرير في الأرض.
تخرج اليرقات من خادرة مثل فراشة مع جناحيها يصل إلى 5.5   سم. الأجنحة الأمامية رمادية أو بنية داكنة، والأجنحة الخلفية باللون الأبيض إلى الرمادي في القاعدة. تحتوي بعض العث على نقطة شاحبة في منتصف كل نوبة وبعضها يحتوي على خطوط بيضاء عبر الأجنحة. لديهم بطن مربوط ينتهي بخيط أبيض من الشعر. يشير تنوع علاماتها أيضًا إلى أنه قد يكون هناك أكثر من نوع واحد موجود في أستراليا.

## نطاق
تم العثور على الأنواع في جميع أنحاء أستراليا.

## أهمية طبية
يتم تغطية يرقات اليرقة في أشواك سامة دقيقة تحتوي على مضاد قوي للتخثر كآلية للدفاع عن الحيوانات. 

## معرض صور

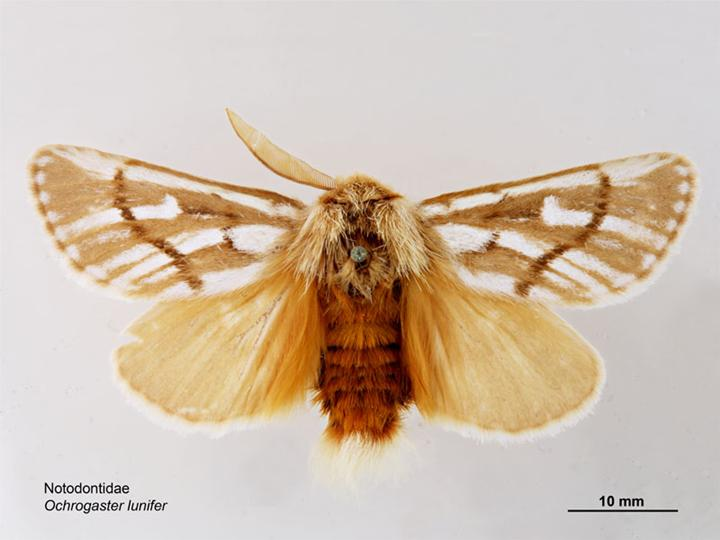
شنت الكبار ، وجهة ظهرية
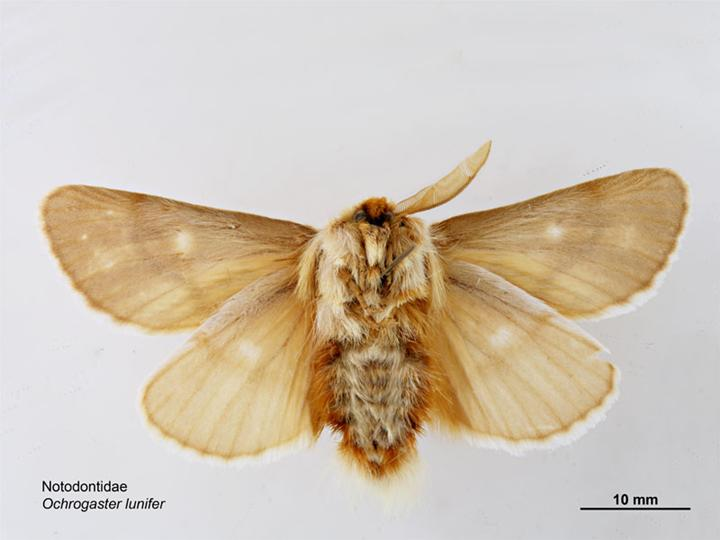
شنت الكبار ، عرض بطني
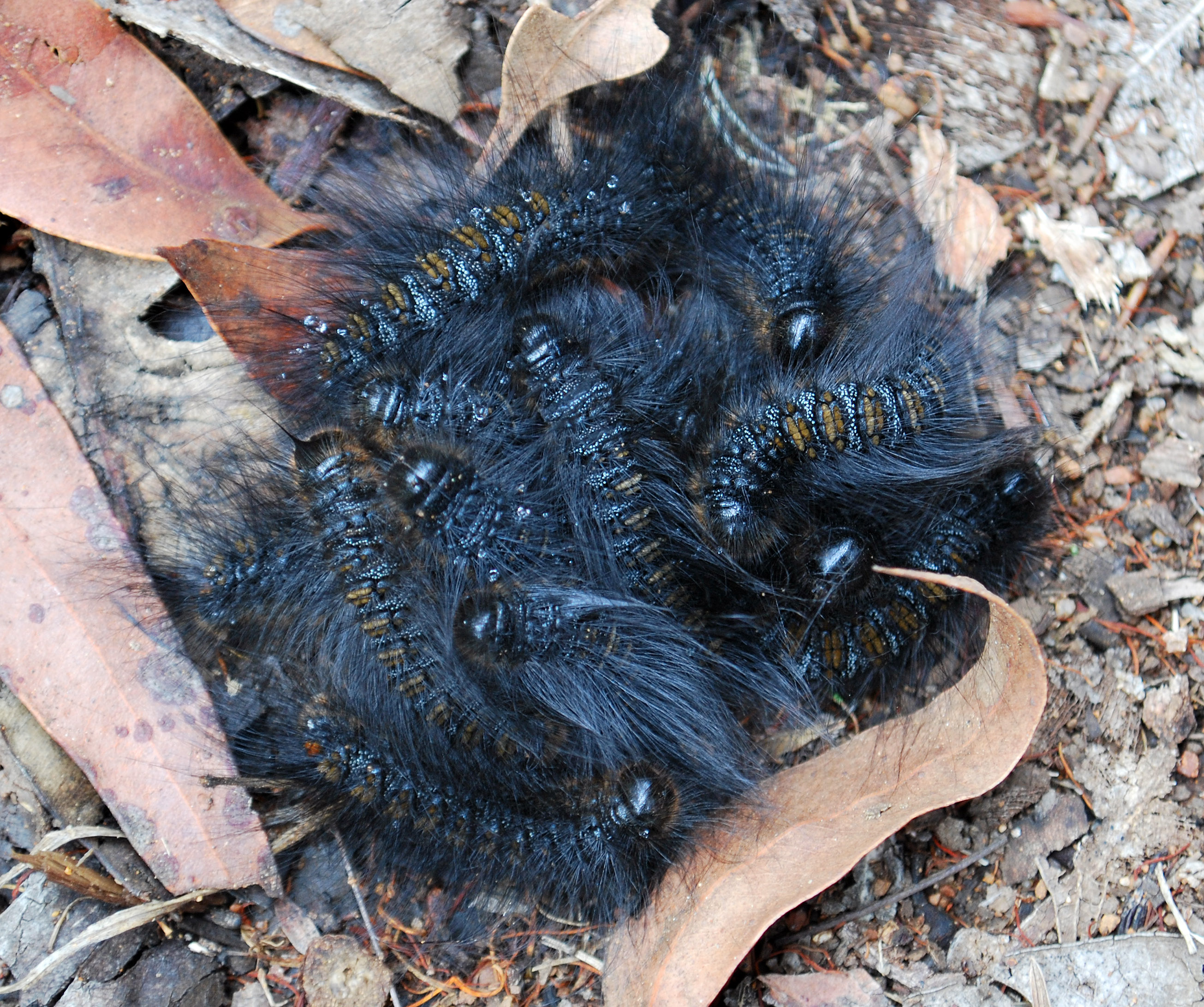
Ochrogaster lunifer تلتف في كرة للحماية
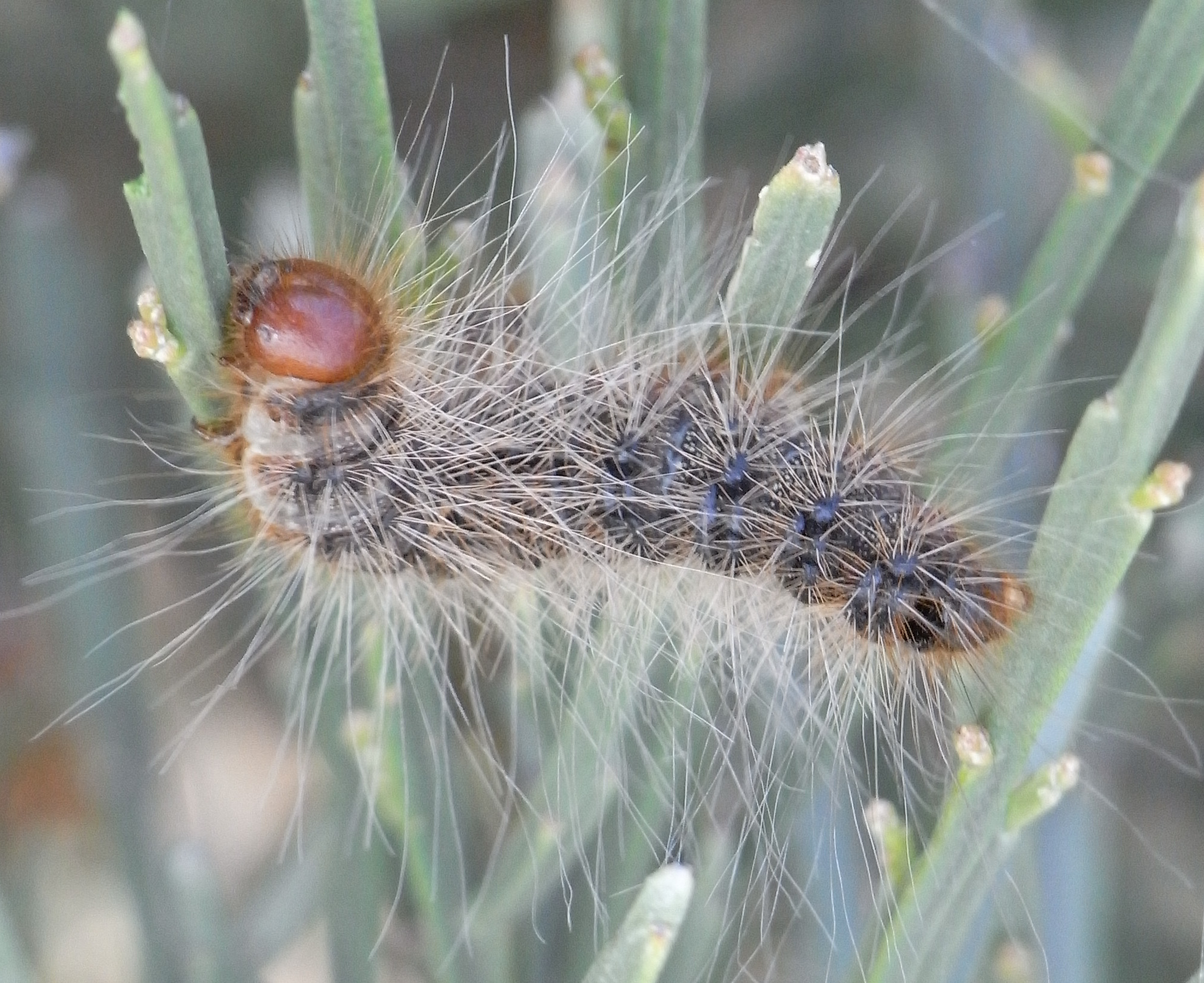
يرقة
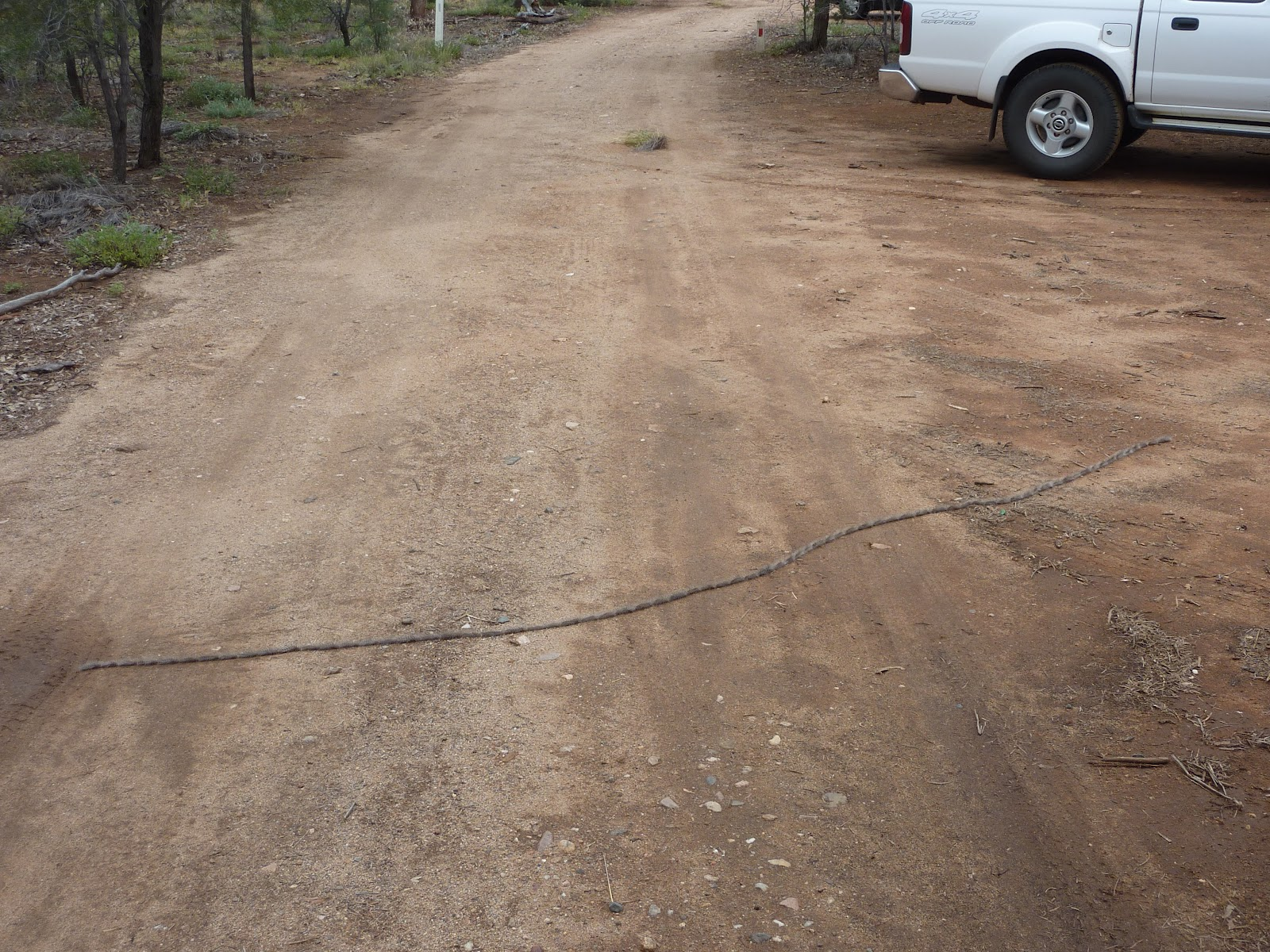
السفر في خط
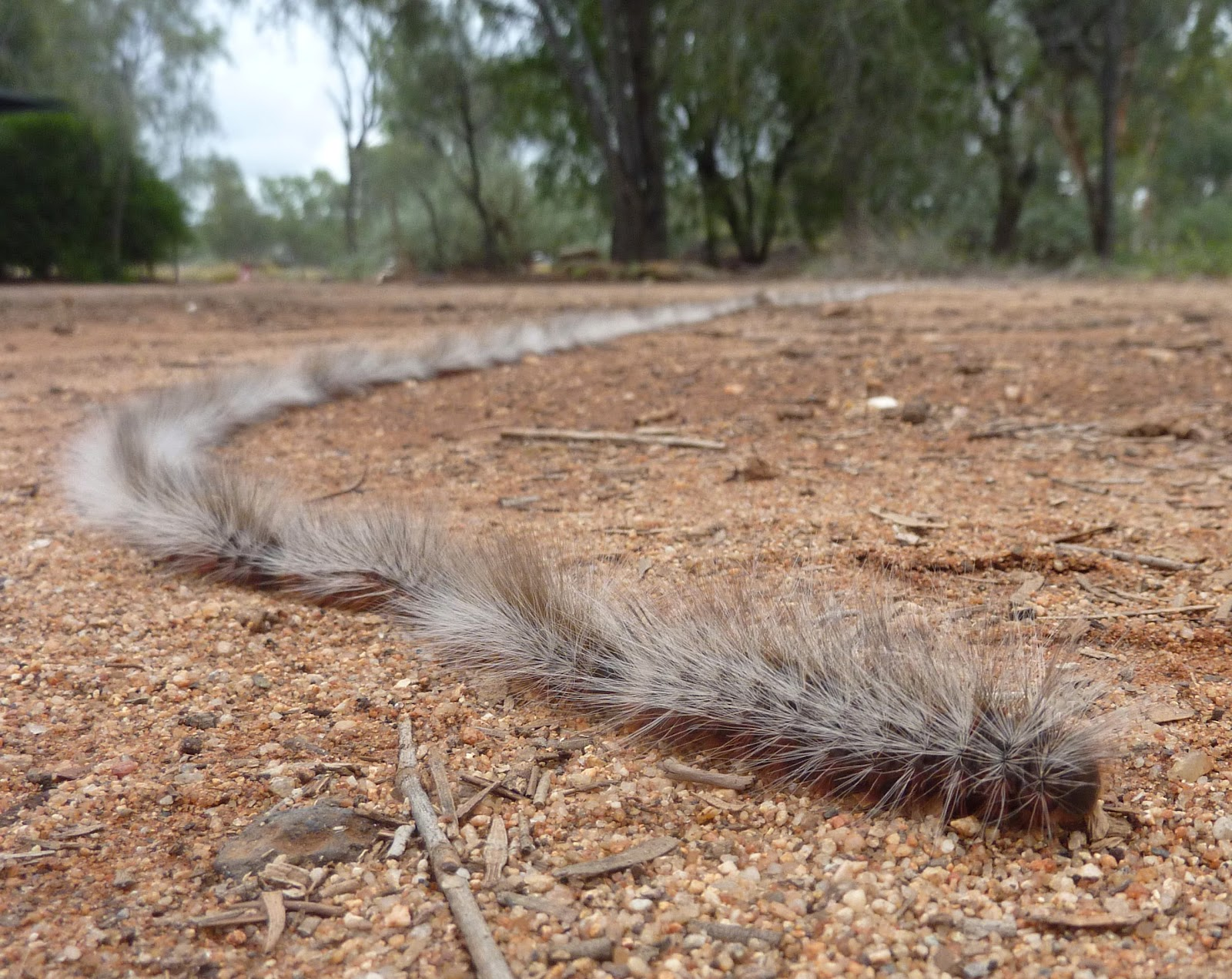
السفر في خط